# هنر، حقیقت و سیاست
«هنر، حقیقت و سیاست» نام نطق هارولد پینتر در سال ۲۰۰۵ به مناسبتِ دریافت جایزه نوبل ادبیات بود. او در این نطق به سیاست‌های دولت آمریکا و جنگ عراق سخت حمله کرد. تصویر این سخنرانی با مقدّمهٔ دیوید هر در ۷ دسامبر ۲۰۰۵ در آکادمی سوئد به نمایش درآمد. همین تصویر سپس‌تر با مقدّمهٔ سلمان رشدی منتشر شد.

## واکنش‌ها
جی پارینی از برگزیدگی و نیز محتوای سخنرانی پینتر دفاع کرد.